# Maratonløber (statue)
Maratonløber er en skulptur i bronze udført af billedhuggeren Marius E. Jørgensen.
Maratonløberen blev skabt som gipsstatue og udstillet første gang i 1920. Den står nu støbt i bronze på Østerbro Stadion i København. Den er en gave fra Dansk Idrætsforbund til Københavns Idrætspark. Motivet er den velkendte maratonløber Phidippedes, som 490 f.Kr. løb de 42 km fra Marathon til Athen for at meddele, at grækerne under Miltiades' ledelse havde slået perserne i slaget ved Marathon. Da han nåede frem, råbte han "Νικῶμεν!" (Nikomen!, "Vi har sejret!"), hvorefter han faldt om død af overanstrengelse.
Billedhuggeren Marius E. Jørgensen var selv løber og blev 1894 den første danske mester på 1 mile.
|  | Denne artikel om lokaliteten Maratonløber (statue) kan blive bedre, hvis der indsættes et (bedre) billede. Du kan hjælpe ved at afsøge Wikimedia Commons for et passende billede eller lægge et op på Wikimedia Commons med en af de tilladte licenser og indsætte det i artiklen. |

55°42′14.4″N 12°34′28.8″Ø / 55.704000°N 12.574667°Ø